# Regatul Longobard
Regatul Longobard sau Regatul Longobarzilor (în limba latină Regnum Langobardorum) a fost un stat din Evul Mediu timpuriu, având capitala la Pavia, instituită de către longobarzii stabiliți în Peninsula Italică și a cărui existență se plasează între 568-569 (momentul invadării Italiei) și anul 774 (căderea regatului în mâinile francilor conduși de Carol cel Mare).
Controlul efectiv al conducătorilor asupra ambelor arii majore care constituiau regatul, anume Langobardia Major în Italia de nord și Langobardia Minor în Italia centrală și în sudul Italiei, nu a fost constant de-a lungul celor două secole de existență a Regatului Longobard; de la o fază inițială marcată de autonomia ducatelor care îl constituiau, s-a ajuns în timp la creșterea autorității monarhului, deși tendința ducilor spre autonomie nu a fost niciodată estompată, iar caracterul longobard s-a diminuat, evoluând către un regat al Italiei. Longobarzii au început treptat să adopte titluri, nume și tradiții romane și să treacă de la arianism la catolicism, deși nu au fost scutiți de o lungă serie de conflicte religioase și de natură etnică. Din timpul cronicarului Paul Diaconul, care a scris în secolul al VIII-lea, limba, vestimentația și obiceiurile longobarde deja dispăruseră.

## Secolul al VI-lea

### Întemeierea regatului
Vezi și Langobardia Major și Langobardia Minor
Împăratul bizantin Iustinian I (cel Mare) a încercat în secolul al VI-lea restabilirea autorității imperiale în Imperiul roman de apus. În războiul care a rezultat, așa-numitul război gotic dintre anii 535 și 554, speranțele bizantine într-un triumf rapid și facil s-au transformat în fapt într-o confruntare de durată cu ostrogoții din Italia, război care a adus cu sine dizlocări în masă ale populației, distrugeri de proprietăți, foamete (538-542) și o epidemie de ciumă (541). Victoria imperială și readucerea Italiei sub controlul imperial s-au dovedit de fapt într-o "victorie a la Pyrrhus". Cu toate că a încercare de invazie din partea francilor, aliați cu ostrogoții în ultima parte a războiului, a fost respinsă de către imperiali, migrația triburilor longobarde, populație care inițial se aliase cu Imperiul, a copleșit imediat mica armată a generalului Narses, lăsată de bizantini să păzească Italia.

Teritoriile bizantine și longobarde din Italia la moartea lui Alboin

Sosirea longobarzilor a frânt unitatea politică a Peninsulei Italice, pentru prima dată de la cucerirea romană din secolele al III-lea și al II-lea î.Hr.. Peninsula era acum sfîșiată între longobarzi și bizantini, cu granițe care se modificau adesea, în funcție de așezarea longobarzilor și de fluctuațiile de putere de pe tronul din Pavia.
Noii veniți au fost s-au împrăștiat în Langobardia Major (Italia de nord, gravitând în jurul capitalei regatului, Ticinum - astăzi, Pavia -, de unde și numele provinciei, Lombardia) și Langobardia Minor (inițial, ducatele de Spoleto și Benevento), în vreme ce teritoriile rămase sub controlul bizantin erau denumite "Romania" (de unde și numele provinciei Romagna) și aveau ca punct de sprijin Exarhatul de Ravenna.
Sosind in Italia, regele Alboin (565-572) a acordat controlul asupra regiunii Alpilor răsăriteni unui dintre locotenenții săi de încredere, Gisulf I, care a devenit astfel primul duce de Friuli. Noul ducat, axat în jurul Cividale del Friuli (pe atunci, Forum Iulii), s-a aflat în permanentă stare de război, fiind nevoit să facă față populațiilor străine (avari) aflate la porțile Goriziei. Până în timpul domniei regelui Liutprand (712)-744), ducatul de Friuli și-a menținut o mai largă autonomie în raport cu alte ducate din Langobardia Major, situație justificată prin excepționalele sale necesități de natură militară.
În continuare, au fost instituite alte ducate longobarde în orașele majore ale regatului: recurgerea la acest tip de soluție a fost dictată în primul rând de nevoile militare ale noilor duci (ducii longobarzi era în primul rând comandanți militari, având misiunea de a asigura controlul asupra reigunii încredințate și de a-l păzi împotriva eventualilor agresori), însă s-au pus astfel bazele slăbiciunii structurale a puterii regale longobarde.
În anul 572, după capitularea Paviei și ridicarea sa la rang de capitală regală, Alboin a căzut victima unei conspirații în Verona, pusă la cale de soția sa de origine gepidă, Rosamunda, în înțelegere cu conducătorii militari gepizi și longobarzi. Totuși, aristocrația longobardă nu a acceptat actul de ucidere a regelui și a forțat-o pe Rosamunda să caute refugiu printre bizantini, la Ravenna.

### Cleph și guvernarea ducilor
În continuare, în 572, cei 35 de duci s-au adunat la Pavia , numindu-l ca rege pe Cleph. Noul monarh a extins granițele regatului, încheind cucerirea regiunii Toscana și supunând Ravenna asediului. Cleph a încercat să urmărească cu consecvență politica promovată de predecesorul său Alboin, care țintea către distrugerea instituțiilor legal-administrative instituite cu fermitate în timpul guvernării ostrogote și bizantine, prin eliminarea celei mai mari părți din aristocrația de origine latină, ocuparea de pământuri și achiziționarea de bunuri ale acesteia. Totuși, Cleph a căzut și el victima unui regicid în 574, fiind ucis de către un personaj din propriul său anturaj, probabil mituit de către bizantini.
După asasinarea lui Cleph, nu a mai fost numit un nou rege, așa încât vreme de un deceniu  ducii au condus ca monarhi absoluți în ducatele lor, dar nefiind scutiți de dispute interne, care au indus o stare de anarhie. Această stare de instabilitate a condus la prăbușirea definitivă a structurii politico-administrative romano-italice, care se menținuse de la invazia longobardă, dat fiind că aceeași aristocrație romano-italică (este și cazul lui Cassiodor) răspundea de administrația civilă.
În Italia, longobarzii s-au impus în primul rând ca fiind casta dominatoare, iar produsele pământului erau alocate supușilor romani care le produceau, pentru a oferi longobarzilor o treime (tertia) dintre ele.

### Ultimele colonizări: Autari, Agilulf și Theodelinda

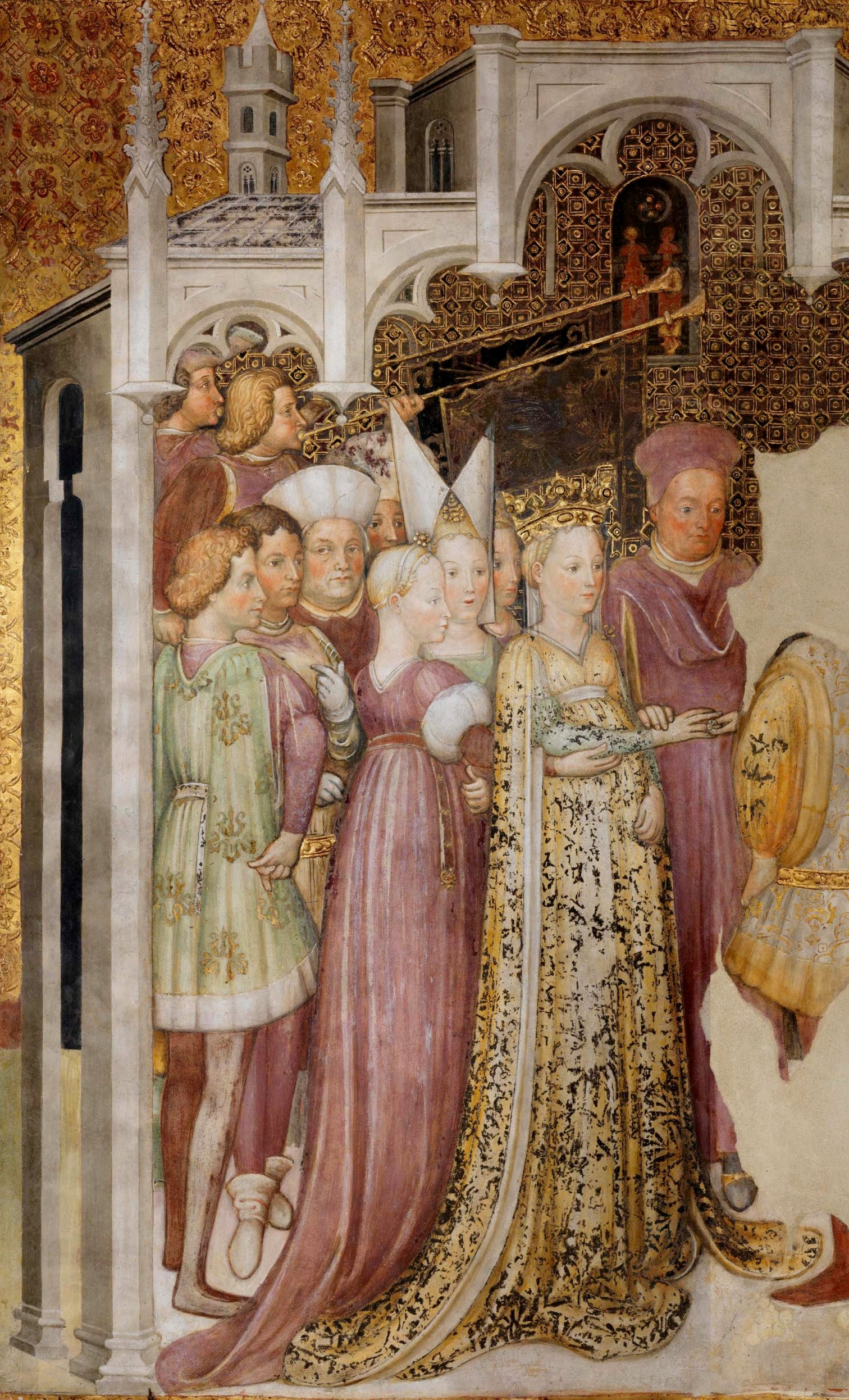
Theodelinda într-o frescă de Ambrogio și Gregorio Zavattari

După 10 ani de interregnum, nevoia unei monarhii centrale puternice a devenit limpede chiar și pentru cei mai independenți dintre duci; francii și bizantinii presau tot mai mult, iar longobarzii nu își mai puteau permite o structură de putere prea fluidă, folositoare doar pentru efectuarea de incursiuni de pradă. Ca urmare, în 584 ducii au căzut de acord să îl încoroneze ca rege pe fiul lui Cleph, Authari, și să acorde noului monarh jumătate din proprietate. Authari (584-590) s-a dovedit capabil să se implice în reorganizarea statului longobard și să îi așeze pe longobarzi într-o formă stabilă în Italia. Ca și regii ostrogoți de odinioară, el s-a autointitulat Flavio, titlu cu care inteționa să se proclame protector al tuturor romanilor de pe teritoriul său, devenind clară intenția de a fi privit ca moștenitor al Imperiului occidental și totodată de a descuraja pretențiile bizantine.
Sub aspect militar, Authari a reușit să înfrângă atât pe bizantini cât și pe franci, îndeplinindu-și astfel mandatul pe care ducii i-l încredințaseră. Astfel, în 585 el i-a respins pe franci în teritoriul de astăzi ale Piemontului și, totodată, i-a silit pe bizantini să solicite, pentru prima dată de la sosirea longobarzilor în Italia, încheierea unui armistițiui. În cele din urmă, regele a ocupat ultimul punct întărit deținut de bizantini în nordul Italiei: Isola Comacina din Lacul Como. Pentru a asigura menținerea unei păci stabile cu francii, Authari a căutat să încheie o alianță matrimonială prin căsătoria sa cu o prințesă francă, însă acest proiect a eșuat. După aceea, într-o manevră care mai târziu va influența soarta Regatului longobard, regele s-a apropiat de inamicii tradiționali ai francilor, bavarezii, pentru a se căsători cu prințesa Theodelinda. Această nouă alianță a condus la o apropiere între franci și bizantini, însă Authari a reușit să respingă atacurile francilor, în 588 și, în ciuda unor severe înfrângeri inițiale, în 590). Perioada de domnie a lui Authari a marcat, potrivit lui Paul Diaconul, atingerea primei stabilități interne a Regatului longobard:
„Se întâmpla un miracol în Regatul longobarzilor: nu exista nicio violență, niciun complot perfid; nicio oprimare nedreaptă a celorlalți, niciun jaf; nu existau furturi, nu existau prăzi, în care oricine mergea unde dorea, în siguranță și fără teamă”—Paul Diaconul, Historia Langobardorum, III, 16
Authari s-a stins în 590, probabil otrăvit într-un complot de palat și, potrivit legendei consemnate de Paul Diaconul, succesiunea tronului a fost stabilită printr-o metodă inedită. Urma ca tânăra văduvă, regina Theodelinda, originară din neamul bavarilor, să îl aleagă pe moștenitorul tronului și, implicit, noul ei soț: acesta a fost ducele de Torino, Agilulf. În anul următor, (591), Agilulf a primit învestitura oficială din partea Gairethinx (adunarea longobarzilor), ținută la Milano. Influența reginei asupra politicii urmate de Agilulf a fost puternică și deciziile majore sunt atribuite amândurora.
După ce o răscoală a câtorva dintre duci din anul 594 a fost înăbușită din fașă, Agilulf și Theodelinda au promovat o politică de întărire a dominației longobarde în teritoriul italian, în paralel cu securizarea frontierelor prin tratate de pace încheiate cu francii și cu avarii. Armistițiul cu Bizanțul era în mod sistemativ încălcat, iar deceniul de până la 603 a fost marcat de o notabilă reluare a avansului longobard împotriva stăpânirilor bizantine din Italia. În Italia de nord, Agilulf a ocupat, printre alte orașe, Parma, Piacenza, Padova, Monselice, Este, Cremona și Mantova, însă și ducatele din sud, Spoleto și Benevento își extindeau aria de stăpânire în detrimentul bizantinilor, în special prin ducele Arechis I de Benevento (591-641).
Întărirea puterilor regelui, începută sub Authari și continuată de Agilulf, a marcat totodată și trecerea către un nou concept bazat pe divizarea teritorială stabilă a regatului în ducate. Fiecare duce era nu numai conducător, ci și oficial regal, reprezentant al puterii publice centrale. Localizarea ducatelor a fost stabilită în centrele importante sub aspect strategic, urmând astfel dezvoltarea multelor centre urbane plasate pe principalele căi de comunicație ale timpului: (Cividale del Friuli, Treviso, Trento, Torino, Verona, Bergamo, Brescia, Ivrea, Lucca).
Noua organizare a puterii, bazată mai puțin pe relații de clan și mai mult pe organizarea pământului, a marcat un punct de cotitură în consolidarea Regatului longobard din Italia, care treptat și-a pierdut caracterul de strictă ocupație militară și a îmbrățișat un mai adecvat model statal. Includerea în societate a romanilor devenea un pas inevitabil, iar Agilulf a luat câteva decizii simbolice în favoarea acestora, cu scopul întăririi puterii și al creditării sale în fața poporului cu descendența latină. Ceremonia asocierii la tron a fiului său, Adaloald din 604 a urmat ritualul bizantin; totodată, ea nu a mai avut loc la Pavia, ci în vechiul oraș roman Milano, în vreme ce Monza devenea un fel de rezidență de vară. De asemenea, Agilulf însuși se numea Gratia Dei rex totius Italiae ("Prin grația lui Dumnezeu, rege al întregii Italii", iar nu numai Langobardorum rex, "Rege al longobarzilor").
Mișcarea în această direcție s-a îmbinat și cu puternica presiune exercitată de Theodelinda de a se trece la convertirea longobarzilor romano-catolicism, majoritatea fiind la acel moment fie păgână, fie ariană. Agilulf și Theodelinda s-au implicat de asemenea în rezolvarea schismei dintre Patriarhatul de Aquileia și Roma, au menținut o relație directă cu papa Grigore "cel Mare" (conservată în corespondența acestuia cu Theodelinda) și au promovat întemeierea de mănăstiri,precum cea fondată de Sfântul Columbanus în abația Bobbio.
De asemenea, arta s-a bucurat în vremea lui Agilulf și a Theodelindei de o perioadă de înflorire. Pe plan arhitectural, Theodelinda a întemeiat bazilica Sfântului Ioan Botezătorul de la Monza și Palatul regal din același oraș; de asemenea, în această perioadp s-au creat câteva opere de artă din aur, precum "Crucea lui Agilulf", "Evangheliile Theodelindei" sau celebra "Coroana de Fier a regilor longobarzi" (păstrată astăzi în catedrala de la Monza).

## Secolul al VII-lea

### Redeșteptareaarianismului: Arioald, Rothari
După moartea lui Agilulf, în 616, tronul a trecut în mâinile fiului său Adaloald, pe atunci minor. Regența a fost exercitată de regina-mamă Theodelinda, care a acordat comanda militară ducelui Sundarit. Theodelinda a continuat politica pro-catolică a lui Agilulf și a menținut pacea cu bizantinii; totuși, această politică a cauzat o mai puternică opoziție din partea elementelor războinice și pro-ariene ale longobarzilor. Conflictul a izbucnit în 624 și l-a avut în prim plan pe Arioald, duce de Torino și totodată cumnatul lui Adaloald, dat fiind că se căsătorise cu sora sa și fiica Theodelindei, Gundeberga). Adaloald a fost depus în 625, iar Arioald a devenit rege.

Stăpânirile longobarde la moartea regelui Rothari, (652)

Lovitura de stat împotriva dinastiei bavareze, reprezentate de Adaloald și Theodelinda, care l-a adus pe Arioald pe tronul regatului, a deschis o perioadă de conflict dintre cele două componente religioase ale statului. Dincolo de chestiunile de credință, conflictul avea coloratură politică, dat fiind că opunea pe promotorii unei politici pacifice față de Bizanț și de papalitate și ai integrării romanilor de susținătorii unei politice mai agresive de expansiune. Întreaga domnie a lui (626-636), în timpul căreia capitala a revenit la Pavia, a fost tulburată de aceste conflicte, ca și de amenințări din exterior; noul rege a reușit să respingă atacurile avarilor asupra Friuli, însă nu a putut să limiteze crescânda influență a francilor în regat. La moartea lui Arioald, legenda spune că, printr-o procedură identică celei a mamei sale Theodolinda, regina Gundeberga a avut privilegiul de a-și alege singură noul soț și rege. Alegerea a căzut asupra lui Rothari, în acel moment duce de Brescia și arian.
Rothari a domnit între 636 și 652 și a condus numeroase campanii militare, care au adus întreaga Italie nordică sub conducerea Regatului longobard. Astfel, el a cucerit Liguria în  (643), inclusiv capitala acesteia, Genova, precum și Luni și Oderzo. Însă, cu toată victoria obținută asupra exarhului bizantin de Ravenna Isaac, căzut în luptă alături de cvei 8.000 de soldați ai săi în confruntarea de pe rîul Panaro, nu a reușit să supună exarhatul puterii longobarde.
Pe plan intern, Rothari a întărit puterea centrală în dauna ducatelor din Langobardia Major, în vreme ce în sud ducele Arechis I de Benevento a recunoscut și el autoritatea regelui de la Pavia.
Amintirea lui Rothari este legată de celebrul său edict, Edictum Rothari, promulgat în 643 și redactat în latină, deși era adresat exclusiv populației longobarde (romanii se supuneau încă legii romane). Edictum Rothari a consolidat și codificat dreptul germanic, însă a introdus și câteva inovații semnificative, un semn al progresului influenței latine asupra obiceiurilor longobarde.

### Dinastia bavareză din Regatul longobard
După scurta domnie a fiului lui Rothari, Radoald (652-653), ducii au ales ca rege pe Aripert I, duce de Asti și nepot al Theodelindei. Astfel revenea pe tron dinastia bavareză, un semn de predominanță a facțiunii catolice față de cea ariană, iar domnia lui Aripert a fost cunoscută prin puternica represiune împotriva arianismului. Înainte de a muri (661), Aripert a divizar regatul între cei doi fii ai săi, Perctarit și Godepert, procedură devenită obicei în rândul francilor,, dar rămasă excepție în privința longobarzilor. Poate tocmai datorită aceste partiții, statul longobard a intrat imediat în criză, un conflict izbucnind imediat între Perctarit, care conducea la Milano, și Godepert, care guverna de la Pavia, dispută în care a fost implicat și ducele de Benevento, Grimoald I. Acesta din urmă a intervenit cu o puternică forță militară de partea lui Godepert, însă imediat ce a ajuns la Pavia la ucis pe rege și i-a luat locul, după care și Perctarit, aflat în clară inferioritate, s-a refugiat la avari.
Uzurpatorul Grimoald a obținut învestitura din partea nobililor longobarzi, însă a trebuit să facă față facțiunii loialiste, care se folosea de alianțele din exterior pentru a-l readuce pe tron pe Perctarit. Grimoald a obținut de la avari predarea regelui depus, urmând ca Perctarit, de îndată ce va reveni în Italia, să facă act de supunere față de uzurpator. Însă Perctarit a reușit să fugă alături de franci, în Neustria, iar aceștia l-au atacat pe Grimoald în 663. Acesta, aflat în dușmănie cu francii din Neustria pemotiv că se aliase cu francii din Austrasia, a reușit să îi respingă în Refrancore, în apropiere de Asti, menținându-se astfel pe tronul longobard.
După ce în 663 a reușit să anihileze încercarea împăratului bizantin Constans al II-lea de a recuceri Italia, Grimoald și-a exercitat puterile suverane cu o deplinătate fără precedent.  Pe lângă fidelitatea ducatului de Benevento încredințat fiului său, Romuald I, Grimoald a obținut și pe cea a ducilor de Spoleto și Friuli, unde și-a impus ca duci personaje care îi erau cât se poate de loiale (Thrasimund I de Spoleto, respectiv Lupus de Friuli. El a favorizat integrarea diferitelor componente ale regatului, el prezentându-se supușilor săi cu imaginea unui legislator (Grimoald a adăugat noi legi edictului lui Rothari), patron (a consturit în Pavia o biserică dedicată Sfântului Ambrozie din Milano) și priceput războinic.
După moartea lui Grimoald din 671, Perctarit s-a întors din exil și a pus capăt efemerei domnii a lui Garibald, fiul lui Grimoald. Perctarit a ajuns imediat la un acord cu celălalt fiu al lui Grimoald, Romuald I de Benevento, care i-a jurat supunere în schimbul menținerii autonomiei ducatului său. Perctarit a promovat o politică pe linia tradițiilor sale dinastice și a sprijinit Biserica catolică împotriva arianismului. El a căutat și a obținut pacea cu Bizanțul, prin care se recunoștea suveranitatea longobardă asupra celei mai mari părți a Italiei, și a reprimat răscoala ducelui de Trento, Alagis, chiar dacă a făcut-o cu costul unor concesii teritoriale, în cele din urmă Alagis obținând ducatul de Brescia).

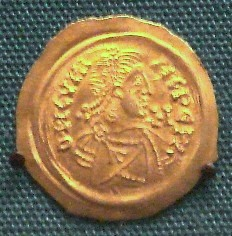
Monedă a regelui Cunincpert, emisă în Milano.

La moartea lui Perctarit din 688, Alagis s-a revoltat din nou, raliindu-se oponenților față de politica pro-catolică a dinastiei bavareze. Inițial, fiul și succesorul lui Perctarit, Cunincpert a fost înfrânt și nevoit să se refugieze în isola Comacina, însă în 689 a reușit să îl înfrângă pe Alagis în bătălia de la Coronate, pe râul Adda, dușmanul său căzând în luptă. Criza a avut repercusiuni în sensul apariției divergenței dintre cele două regiuni ale Langobardia Major: de o parte, regiunile occidentale (Neustria longobardă), loială față de Dinastia bavareză din Regatul longobard, pro-catolică și susținătoare a reconcilierii cu Roma și cu Bizanțul; de cealaltă parte, regiunile răsăritene (Austria longobardă), legate de tradițiile longobarde și aderând la păgânism și arianism și care militau pentru o politică războinică. Ramura constituită din ducii din Austria longobardă propunea latinizarea obiceiurilor, a practicilor de la curte, a legislației și religiei, fapt care a accelerat dezintegrarea și pierderea identității germanice a longobarzilor. În orice caz, obținerea victoriei de către Cunincpert i-a permis acestuia să continue opera de pacificare a regatului, mereu cu un accent pro-catolic. El a convocat un sinod la Pavia în 698, în urma căruia anumiți schismatici au revenit la credința față de Roma.

## Secolul al VIII-lea

### Criza dinastică
Moartea lui Cunincpert din anul 700 a marcat începutul unei crize dinastice. Urcarea pe tron fiului său minor, Liutpert, a fost imediat contestată de către ducele de Torino, Raginpert, care era totodată și liderul dinastiei bavareze. Acesta din urmă i-a înfrânt la Novara pe susținătorii lui Liutpert (tutorele său Ansprand, duce de Asti, și Rotarit, duce de Bergamo) și la începutul anului 701 a preluat tronul. Cu toate acestea, Raginpert a murit după numai opt luni, lîsând la conducere pe fiul său, Aripert al II-lea; Ansprand și Rotarit au reacționat imediat și l-au întemnițat pe noul rege, readucând pe tron pe Liutpert. Însă Aripert a reușit să scape de sub escorta tutorilor rivalului său și în 702 i-a înfrânt în Pavia, l-a aruncat în închisoare pe Liutpert și a reocupat tronul. Peste puțină vreme, a reușit să destrame pe opozanți, ucigându-l pe Rotarit și suprimându-i ducatul și înecându-l pe Liutpert. Doar Ansprand a reușit să scape, găsind refugiu în Bavaria. În cotninuare, Aripert al II-lea a zdrobit o nouă răscoală, cea a ducelui Corvulus de Friuli, și a fost capabil să promoveze o politică de liniștire a spiritelor, mereu favorizând elementul catolic din Regatul longobard.
În 712, Ansprand de Asti a revenit în Italia în fruntea unei armate recrutate din Bavaria, reușind să îl zdrobească pe Aripert al II-lea; bătălia s-a terminat nedecis, însă regele a dovedit lașitate în luptă, drept pentru care a fost abandonat de susținătorii săi.
El a murit pe când încerca să scape și să fugă la franci, fiind înecat în râul Ticino din cauza cantității mari de aur pe care o ducea cu sine. Odată cu Aripert se încheie prezența dinastiei bavareze pe tronul longobarzilor.

### Liutprand: apogeul Regatului longobard

Stăpânirile longobarzilor la moartea regelui Liutprand, în (744)

Ansprand a murit după numai trei luni de domnie, lăsându-l pe tron pe fiul său, Liutprand. Domnia acestuia, cea mai lungă dintre toate cele ale regilor longobarzi din Italia, s-a caracterizat printr-o admirație aproape religioasă oferită regelui de către popor, care i-a apreciat curajul și viziunea politică. Mulțumită calităților sale, Liutprand a supraviețuit față de doua încercări de asasinat (dintre care una din partea unei rude, Rotari) și a demonstrat calități superioare în ducerea războiului. Aceste valori sunt tipice pentru descendența germanică a lui Liutprand, rege al unei nații devenite deja în covârșitoare majoritate catolică, alături de cele ale unui ’’piissimus rex’’ (în pofida câtorva tentative de a prelua controlul asupra Romei). În două rânduri, în Sardinia și în regiunea Arles (unde a fost solicitat de către aliatul său, majordomul francilor Carol Martel), el a luptat cu succes împotriva piraților sarazini, atrăgându-și reputația de rege creștin.
Alianța sa cu francii, pecetluită prin adoptarea simbolică a tânărului majordom Pepin cel Scurt, și cea cu avarii de la frontierele răsăritene, i-au permis să aibă mână relativ liberă în chestiunile italiene, însă după puțină vreme a intrat în conflict atât cu bizantinii, cât și cu papalitatea. O primă încercare de a profita de pe urma ofensivei arabe asupra Constantinopolului, în 717, prin atacarea posesiunilor bizantine din Italia s.a materializat prin rezultate nesemnificative; pentru a atrage papalitatea de partea sa, a trebuit să aștepte să izbucnească tensiunile cauzate de înrăutățirea situației de pe urma taxelor bizantine, culminând cu expediția din 724 a exarhului bizantin de Ravenna Scolasticus pentru destituirea papei Grigore al II-lea. Mai târziu, Liutprand a exploatat discordia dintre papă și Constantinopol în chestiunea iconoclasmului (după decretul împăratului Leon al III-lea al Bizanțului din 726), prin luarea în stăpânire a multor orașe ale exarhatului și ale Ducatului bizantin de Pentapolis. Astfel, Liutprand putea să se pretindă ca un protector al catolicilor. Pentru a nu crea antagonisme cu papa, regele longobard a renunțat la ocuparea așezării de la Sutri, pe care nu a restituit-i împăratului bizantin, ci "apostolilor Petru și Paul", după cum relatează Paul Diaconul în a sa Historia Langobardorum. Acest act, cunoscut sub numele de Donația din Sutri, a asigurat precedentul legal de atribuire către papalitate a puterii temporale, care în cele din urmă va conduce la constituirea Statului papal.
În anii următori, Liutprand a intrat într-o alianță cu exarhul de Ravenna împotriva papalității, însă fără a renunța la cea cu papa împotriva exarhului; această joc dublu a fost încoronat cu ofensivă care a condus la trecerea ducatelor din Langobardia Minor (Spoleto și Benevento) sub autoritatea sa, în cele din urmă ajungând să negocieze ca pacea dintre papalitate și Bizanț să se încheie în benefiiul longobarzilor. Niciun rege longobard nu mai obținuse rezultate similare cu vreo altă putere de pe teritoriul italian. În anul 732, nepotul său de frate Hildeprand, care îi va succede la tron, a reușit chiar pentru scurtă vreme să ia în posesie Ravenna însăși, deși în cotninuare a fost alungat de acolo de către forțe trimise de la Veneția, sosite la solicitarea noului papă, Grigore al III-lea.
Liutprand a fost ultimul rege longobard care să militeze pentru unitatea regatului; după el, niciun rege nu a reușit să elimine opoziția și să conducă un stat centralizat, iar multele defecțiuni ale ducilor și constantele trădări vor conduce către prăbușirea statului. Puterea lui Liutprand nu se baza doar pe charisma sa personală, ci și pe reorganizarea regatului pe care el a promovat-o încă de la începutul domniei. El a întărit cancelaria palatului regal din Pavia și a stabilit cu exactitate competențele teritoriale (legale și administrative) ale sculdasci-lor, gastalzilor și ducilor. De asemenea, a fost extrem de activ în domeniul legislativ: cele 12 volume de texte de lege intrate în vigoare în timpul său au introdus reforme legale inspirate din dreptul roman, au îmbunătățit eficiența curților de judecată, au modificat sistemul wergild și, mai ales, au protejat segmentele mai slabe ale societății (minori, femei, debitori, sclavi).

### Ultimii regi
Domnia lui Hildeprand a durat doar câteva luni, dupăcare a fost detronat în urma unei răscoale conduse de ducele Ratchis de Friuli. Amănuntele episodului nu sunt clare, întrucât principala sursa, cronica lui Paul Diaconul se încheie cu un elogiu adus lui Liutprand, cu ocazia morții acestuia. Se știe doar că, cel puțin la început, Hildeprabd s-a bucurat de susținerea majorității aristocrației longobarde. În privința lui Ratchis, acesta provenea dintr-o familie ce avea o lungă tradiție în a se răscula împotriva monarhiei și a rivaliza cu familia regală, însă pe de altă parte el își datpra viața și titlul ducal lui Liutprand, care îl iertase după ce descoperise o conspirație pusă la cale de tatăl său, ducele Pemmo de Friuli.
Ratchis s-a dovedit un conducător slab: pe de o parte, el a fost nevoit să acorde mari libertăți de acțiune celorlalți duci, pe de alta trebuia să nu îi incite prea mult pe franci și, mai ales, pe Pepin cel Scurt, majordom și rege de facto al acestora, care devenise fiul adoptiv al lui Liutprand. Nefiind capabil să atragă de partea sa vechile structuri ale monarhiei longobarde, a fost nevoie să se bazeze pe romani, adică pe supușii non-longobarzi. Aceste inovații, alături de atitudinile sale pro-latine (printre altele, Ratchis s-a căsătorit cu o romană, Tassia, și a adoptat ritul roman, ca și titulatura de princeps în locul celei tradiționale de rex Langobardorum), l-au îndepărtat de baza puterii sale. Căutând să schimbe aceastp stare de lucruri și să abată atenția supușilor, Ratchis a atacat prin surprindere orașele din Pentapolis. Cu toate acestea, el a fost convins de către papă să renunțe la asedierea Perugiei. După acest eșec, prestigiul lui Ratchis a fost anihilat, așa încât ducii au ales un nou rege, pe fratele său Aistulf, care deja îi succedase ca duce în Cividale, iar acum, după o luptă scurtă, l-a silit să caute refugiu la Roma și în cele din urmă sp devină călugăr la Montecassino.
Aistulf a reprezentat expresia unei atitudini mai agresive a ducilor longobarzi, care refuzau ca populația romană să devină un element activ în stat. Pentru a putea promova o politică expansionistă, Aistulf a trebuie să reorganizeze armata, prin includerea tuturor grupurilor etnice din regat.

Stăpânirile longobarde după cuceririle regelui Aistulf (751).

Într-o primă fază, Aistulf a obținut câteva succese remarcabile, culminând cu cucerirea Ravennei în (751). Aici, rezidând în palatul fostului exarh bizantin și emițând monede în stilul bizantin, regele și-a prezentat programul politic: strângerea laolaltă sub puterea sa a tuturor romanilor până atunci supuși ai împăratului bizantin, fără a-i uni în mod necesar cu longobarzii. Teritoriul exarhatului nu era omolog celorlalte posesiuni longobarde din Italia (altfel spus, nu a fost transformat într-un ducat longobard), ci își menținea specificitatea da sedes imperii. În acest fel, Aistulf se autoproclama, în ochii romanilor din Italia, moștenitor al împăraților bizantini și ai exarhilor. Campaniile sale i-au condus pe longobarzi la o aproape totală stăpânirea asupra Italiei, fiind ocupate între (750 și 751) și Istria, Ferrara, Comacchio și toate teritoriile de la sud de Ravenna, până la Perugia. Odată cu ocuparea fortăreței de la Ceccano, regele longobard impunea o și mai mare presiune asupra teritoriilor controlate de papa Ștefan al II-lea, iar în Langobardia Minor el era de acum în stare să își impună puterea asupra ducatului de Spoleto și, indirect, asupra celui de Benevento.
Abia când a devenit clar că Aistulf este pe cale să subjuge între teritoriul Italiei, în Galia Pepin cel Scurt, vechiul inamic al uzurpatorilor familiei lui Liutprand, a reușit în fine să îl depună pe ultimul rege din dinastia merovingienilor, Childeric al III-lea și să devină rege al francilor și de jure. Sprijinul papalității era decisiv, deși negocieri se purtau și între Aistulf și papă și regele longobard a întreprins o acțiune de a slăbi pozițiile lui Pepin prin incitarea împotriva acestui a fratelui său, Carloman.
Din cauza amenințării pe care această manevră a lui Aistulf o provoca, un acord între Pepin și papa Ștefan al II-lea a fost în cele din urmă încheiat: în schimbul recunoașterii formale a numirii regale a lui Pepin, francii urma să descindă în Italia. În 754, armata longobardă desfășurată în Val di Susa a fost surprinsă și atacată de către franci. Aistulf, rămas la Pavia, a trebuit să accepte un tratat care prevedea eliberarea ostatecilor și anumite cesiuni teritoriale, însă după numai doi ani el a reluat războiul împotriva papei, care încă o dată i-a chemat pe franci în ajutor. Înfrânt încă o dată de către aceștia, Aistulf a fost nevoit să accepte condiții și mai dure: Ravenna urma să fie retrocedată nu Bizanțului, ci papei, sporind astfel teritoriul Patrimoniului Sfântului Petru; totodată, regele longobard urma să accepte un fel de protectorat al francilor, pierderea continuității teritoriale a domeniile sale și plata unei substanțiale compensații. În plus, ducatele din Langobardia Minor (Spoleto și Benevento) s-au raliat imediat învingătorilor. După această severă umilință, Aistulf a murit, în 756.
Fratele lui Aistulf, fostul rege Ratchis a părăsit mănăstirea în care fusese închis și a încercat, inițial cu ceva succes, să reocupe tronul regal. Lui i s-a opus Desiderius, care fusese numit de către Aistulf la conducerea Ducatului de Toscana și avea baza de operațiuni la Lucca. Desiderius nu ținea de dinastia din Friuli și avea momentan sprijinul papei și al francilor. Pentru a evita o nouă descindere a francilor în Italia, longobarzii l-au acceptat pe Desiderius, în vreme ce Ratchis a fost convins de către papă să revină la Montecassino.
Printr-o politică înțeleaptă și discretă, Desiderius a readus sub controlul longobard teritorii de la romani, creând o rețea de mănăstiri conduse de aristocrați longobarzi (fiica sa Anselperga a devenit abatesă a mănăstirii San Salvatore din Brescia) și negociind cu succesorul lui Ștefan al II-lea, papa Paul I. El a implementat o politică de alianțe matrimoniale. căsătorind-o pe fiica sa Liutperga cu ducele de Bavaria, Tassilo al III-lea în (763), adversar tradițional al francilor, și, la moartea lui Pepin cel Scurt, căsătorind-o pe o altă fiică a sa, Desiderata cu fiul lui Pepin, Carol, oferind acestuia sprijin în confruntarea cu fratele său, Carloman I.
În ciuda deselor schimbări ale puterii centrale, secolul al VIII-lea constituie apogeul Regatului longobard, manifestat inclusiv printr-o prosperitate economică. Vechea societate de războinici și supuși s-a transformat într-una bine articulată, cuprinzând proprietari de pământ, artizani, fermieri, negustori etc. Perioada a cunoscut o mare dezvoltare, inclusiv a abațiilor, în special benedictine. După o perioadă inițială ăn care moneda longobardă doar o imita pe cea bizantină, regii din Pavia au dezvoltat o monedă independentă de aur și argint. De asemenea, Ducatul de Benevento, cel mai independent dintre ducate, avea propria sa monedă.

### Prăbușirea regatului

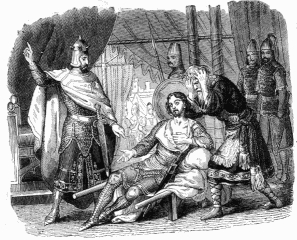
Înfrânt de către Carol cel Mare, Adalgis ia calea exilului.

Tocmai când, în 771, regele Desiderius era pe punctul de culege roadele înțeleptei sale politici diplomatice prin convingerea papei Ștefan al II-lea să îi accepte protecția, moartea lui Carloman I îi lăsa mână liberă lui Carol cel Mare, acum ferm instalat pe tronul francilor, să acționeze împotriva longobarzilor, după ce deja o repudiase pe fiica lui Desiderius, Desiderata. În anul următor, un nou papă Adrian I, din tabăra opusă lui Desiderius, a întors jocul alianțelor, cerându-i regelui longobard cedarea de noi regiuni, fapt care l-a pus pe Desiderius în situația de a relua atacul asupra orașelor din Romagna. Deși era angrenat într-o campania împotriva saxonilor, Carol cel Mare a răspuns apelului papal, temându-se că ocuparea Romei de către longobarzi ar fi însemnat și o pierdere de prestigiu pentru sine. În 773 și 774 regele francilor a invadat Italia și, dovedindu-și superioritatea față de o rezistență dură a longobarzilor, a capturat capitala acestora, Pavia. Fiul lui Desiderius, Adalgis, a găsit refugiu la bizantini, în vreme ce Desiderius și soția sa au fost deportați în Galia. Carol s-a autointitulat Gratia Dei rex Francorum et Langobardorum ( "Prin grația lui Dumnezeu, rege al francilor și al longobarzilor"), realizând o uniune personală a celor două regate. El a menținut Leges Langobardorum, însă a reorganizat regatul după modelul franc, înlocuind ducii cu conții.